# Leopoldina de Baden
Leopoldina Guilhermina Paulina Amália Maximiliana (em alemão: Leopoldine Wilhelmine Pauline Amalie Maximiliane von Baden; Karlsruhe, 22 de fevereiro de 1837 — Estrasburgo, 23 de dezembro de 1903), foi uma princesa de Baden que se tornou princesa de Hohenlohe-Langemburgo por casamento.

## Família
Leopoldina era a filha mais nova do príncipe Guilherme de Baden e da duquesa Isabel Alexandrina de Württemberg. Os seus avós paternos eram o grão-duque Carlos Frederico de Baden e a condessa Luísa Carolina de Hochberg. Os seus avós maternos eram o duque Luís de Württemberg e a duquesa Henriqueta de Nassau-Weilburg.

## Casamento e descendência
A princesa Leopoldina casou-se no dia 24 de setembro de 1862 com o príncipe Hermano de Hohenlohe-Langemburgo em Karlsruhe. O casal teve três filhos:
- Ernesto II de Hohenlohe-Langemburgo (13 de setembro de 1863 – 11 de dezembro de 1950), casado com a princesa Alexandra de Saxe-Coburgo-Gota; com descendência.
- Elisa de Hohenlohe-Langemburgo (4 de setembro de 1864 - 18 de março de 1929), casada com o príncipe Henrique XXVII da Linha Jovem Reuss; com descendência.
- Teodora de Hohenlohe-Langemburgo (23 de julho de 1866 - 1 de novembro de 1932), casada com o príncipe Emich de Leiningen; com descendência.